# Glossaire du visual novel
Glossaire du roman vidéoludique
Le glossaire du visual novel ou glossaire du roman vidéoludique regroupe des termes couramment utilisés dans le domaine du visual novel. Les anglicismes représentent un grand nombre de ces termes, et méritent une explication, même sommaire, car ils sont fréquemment utilisés par les développeurs et les fans du genre.

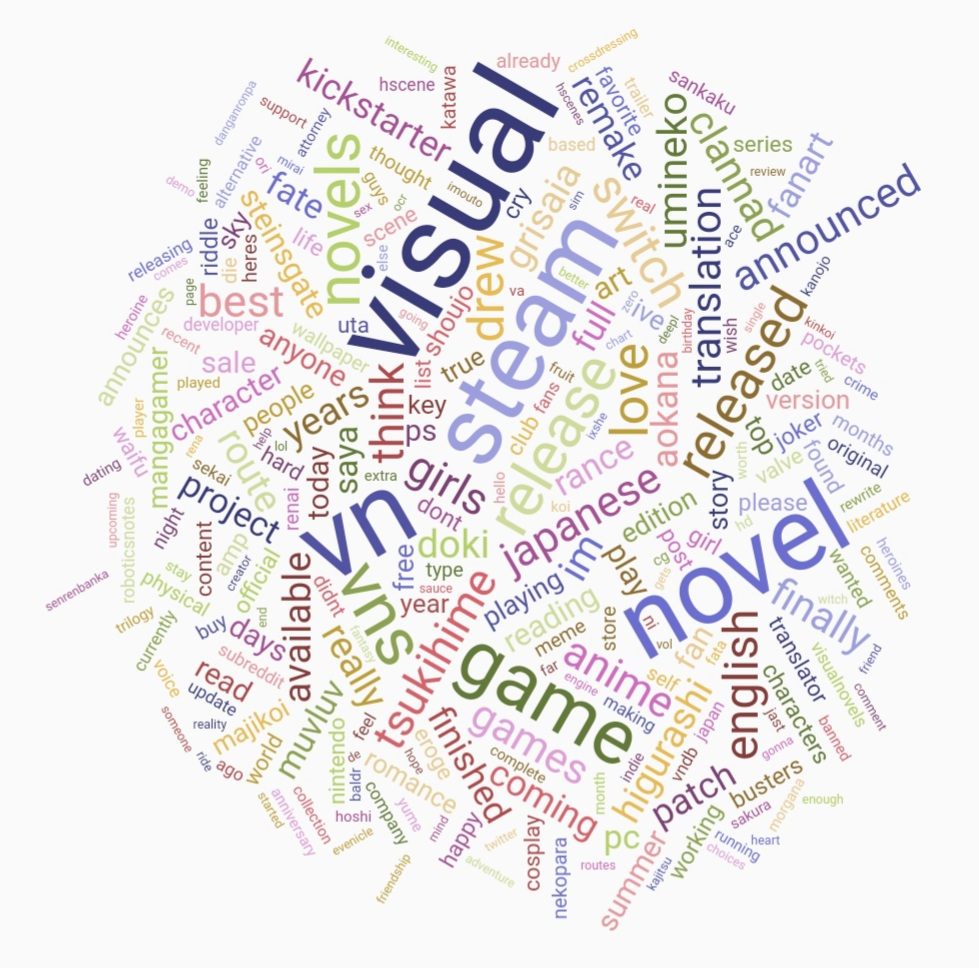
Nuage de mots-clés comportant les 250 mots-clés les plus utilisés sur le sous-forum reddit anglophone visualnovels (octobre 2021).

Pour un vocabulaire lié, voir :
- Glossaire de l'anime et du manga
- Glossaire du jeu vidéo

Note
Ce lexique peut très bien s'appliquer aux sound novels étant donné la proximité des deux genres.
- Haut – A
- B
- C
- D
- E
- F
- G
- H
- I
- J
- K
- L
- M
- N
- O
- P
- Q
- R
- S
- T
- U
- V
- W
- X
- Y
- Z

## 0-9
- 100 %

Signifie qu'un jeu est fini à 100 %, tout a été débloqué (toutes les CG, toutes les routes finies, etc.).

## A
- ADV / ADG

1. (ADV, Boîte de dialogue) Jeu dans lequel le texte s’affiche dans une fenêtre spécialement prévue à cet effet, le plus souvent en bas de l’écran.
2. Au Japon, visual novels qui intègrent plus d'interactivité que les visual novels dits « NVL ».

## B
- Bishōjo / Bishōjo game / Jeu vidéo bishōjo

Catégorie présentant essentiellement des personnages féminins et leurs relations avec le héros, de sorte que le public visé est majoritairement masculin. Bishōjo est un mot japonais qui signifie « belle jeune fille ».
- BL / Boy's love

Catégorie centrée sur une relation amoureuse entre des personnages masculins et mettant peu ou pas du tout l’accent sur les relations sexuelles.

## C
- CG (Computer Graphic)

Terme désignant une image qui, du fait de son caractère unique et de ses détails, se différencie des sprites ordinaires en illustrant des scènes clés, qu’elles soient érotiques (HCG) ou non (Event CG).
- Charage

« Character game », catégorie accordant une place primordiale aux personnages, dont les attributs visent à être attirants, et qui évoluent dans une intrigue centrée sur eux, aux enjeux absents ou insignifiants.

## D
- Dating-sim / Simulation de drague

Catégorie dans laquelle le lecteur incarne un personnage ayant pour objectif de séduire un autre personnage, objectif dont la réussite dépend de ses choix et des statistiques évolutives du protagoniste.

## E
- EOP (English Only Peasant / Pleb)

Traduisible par « péquenaud ne connaissant que l'anglais » et « plèbe ne connaissant que l'anglais », uniquement dans le sens de la langue lue. Terme péjoratif désignant un ou l'ensemble des anglophones — de la communauté — ne connaissant pas le japonais ; ceux-ci passeraient à côté de chefs-d'œuvre ou se contenteraient de traductions souvent jugées peu fiables voire de traductions automatiques. De par la connotation négative du terme, penser que des japonais puissent en être semble ridicule, cependant, les rôles s'inversent dans ce cas précis ; les japonais connaissant l'anglais et adulant les jeux occidentaux se sentent parfois supérieurs à ceux qui ne peuvent que lire en japonais. Voir également JOP.
- EGS

Abréviation d'ErogameScape.
- Ending

Terme désignant la conclusion de l’intrigue ; il peut y avoir plusieurs endings, elles peuvent se terminer soit bien (good ending, bonne fin) soit mal (bad ending, mauvaise fin) si le lecteur n’est pas parvenu à accéder à la fin véritable (true ending) par ses choix.
- Eroge

« Erotic game ». Catégorie présentant un contenu sexuellement explicite.

## F
- (Event) Flag

Terme désignant un fait dont la survenance permet de débloquer l’apparition prochaine d’un évènement particulier.

## G
- Galge

« Girl game ». Synonyme de bishōjo.
- GL / Girl's love

Catégorie centrée sur une relation amoureuse entre des personnages féminins et mettant peu ou pas du tout l’accent sur les relations sexuelles.

## H
- Jeu H / Jeu Hentai / H-game / Hentai game

(Majoritairement dans le monde entier plutôt qu'au Japon) Synonyme d'eroge. Hentai est un mot japonais qui signifie « transformation », « métamorphose », « perversion », mais qui est utilisé à l'international pour désigner des mangas et des anime à caractère pornographique.

## J
- JOP (Japanese Only Player)

Traduisible par « joueur ne lisant qu'en japonais ». Terme ayant la majeure partie du temps une connotation positive puisque largement utilisé par les personnes concernées, le terme désignant un ou l'ensemble des japonophones — de la communauté — ne lisant que les œuvres japonaises en japonais. Lorsque ce terme est utilisé par une personne ne faisant pas partie de cette population — souvent une personne dite « EOP » —, le terme dégage le plus souvent du respect, du dégoût ou encore de la jalousie. Voir également EOP.

## K
- Kamige

Littéralement « jeu divin », le summum des visual novels, terme fréquemment utilisé pour décrire tout grand visual novel. Naturellement, ce type de classification dépend du goût de la personne qui utilise ce terme, mais il est souvent étayé par des éléments tels que les chiffres de vente ou les classements.
- Kinetic novel

Sous-genre du visual novel et du sound novel qui consiste en une histoire linéaire, sans choix. Le terme en lui-même est une marque déposée de Key au Japon.
- Kusoge

Littéralement « jeu de merde ». Généralement utilisé pour plaisanter, ce terme désigne toute œuvre perçue comme étant de mauvaise qualité, frustrante ou simplement impopulaire.

## L
Pas d'entrée.

## M
- Moege

« Moe game ». Synonyme de charage.

## N
- Nakige

Ne doit pas être confondu avec Utsuge.
Littéralement « jeu tire-larmes ». Catégorie qui vise à être mémorable en marquant émotionnellement le lecteur, à tel point qu’il peut le faire pleurer.
- NTR / Netorare

Littéralement « être cocufié ». Catégorie dans laquelle l’héroïne se détourne volontairement ou contre son gré du protagoniste, ce qui a tendance à révolter le lecteur.
- Novel game / Novel Game (orthographie à l'anglaise)

1. Terme anglais alternatif pour visual novel (et sound novel), ce dernier est souvent utilisé par les personnes considérant hautement les visual novels, comme l'insani[3],[4], en dehors de ce cercle restreint, très peu de personnes utilisent ce terme de cette façon[5].
2. Au Japon, visual novels qui consistent essentiellement en une narration et comportent très peu d'éléments interactifs comparé aux visual novels dits « ADG » (adventure game) ou « ADV » (adventure). Comme pour PC-novel le terme est aussi utilisé, car visual novel et sound novel sont des marques déposées[5].

- Nukige

Littéralement « jeu de masturbation ». Catégorie privilégiant le contenu sexuellement explicite au détriment de l’histoire.
- NVL

1. (Boîte de dialogue) Jeu dans lequel le texte s’affiche dans une fenêtre spécialement prévue à cet effet qui recouvre l’image d’arrière-plan ainsi que les personnages.
2. Abréviation de novel. Au Japon, terme utilisé pour parler des novel games qui se distinguent des visual novels dits « ADG » (adventure game) ou « ADV » (adventure).

## O
- Original English Language Visual Novel / OELVN

Jeu écrit à l'origine en anglais et non en japonais comme dans la majorité des cas.
- Otome game / Jeu vidéo otome

Catégorie présentant essentiellement des personnages masculins et leurs relations avec l’héroïne, de sorte que le public visé est majoritairement féminin.

## P
- PC-novel

Au Japon, ce terme est utilisé par certains développeurs pour désigner leurs jeux, car visual novel et sound novel sont des marques déposées.
- Plotege

Un jeu qui met fortement l'accent sur le drame et l'action, il est l'antonyme de charage et moege. Peut être avec d'autres catégories comme le Nakige, l'Utsuge, etc.

## Q
Pas d'entrée.

## R
- Ren’ai game

Synonyme de Simulation de drague / Dating-sim.
- Reverse-NTR / Reverse-Netorare

Catégorie dans laquelle le protagoniste se détourne volontairement ou contre son gré d'une héroïne, ce qui peut révolter le lecteur.
- Route

Terme désignant l’une des branches de l’intrigue dans laquelle est embarqué le joueur après avoir effectué certains choix.

## S
- Sound novel

Genre très proche du visual novel plus axé sur l'ambiance sonore que les graphismes. Terme peu utilisé, car quasiment tous les sound novels sont simplement reclassés en visual novel par les fans à l'international. À la base une marque et série de jeux de Chunsoft.
- (Character) Sprite

Terme désignant la représentation graphique d’un personnage affichée de manière persistante à l’écran, dotée en principe de plusieurs variations censées retranscrire des changements d’émotions et de gestes.
- Strategy game / Jeu de stratégie

Catégorie dans laquelle sont incorporés des éléments propres aux jeux de stratégie.

## T
- True end / True route / Vraie fin / Véritable fin

Fin, route, considérée comme la vraie fin / route menant à la vraie fin d'un jeu, la fin canon ; par exemple, si un jeu a une suite, ce sera la situation après cette fin qui sera développée.

## U
- Utsuge / Jeu déprimant / Depressing game

Ne doit pas être confondu avec Nakige.
« Utsu game ». Catégorie dont l’intrigue sombre et dénuée d’espoir avive la mélancolie du lecteur.

## V
- VN

Abréviation de visual novel.
- VNDB

Abréviation de The Visual Novel Database.

## W
Pas d'entrée.

## X
Pas d'entrée.

## Y
- Yaoi

Catégorie présentant des relations sexuelles entre personnages masculins.
- Yuri

Catégorie présentant des relations sexuelles entre personnages féminins.

## Z
Pas d'entrée.
- Haut – A
- B
- C
- D
- E
- F
- G
- H
- I
- J
- K
- L
- M
- N
- O
- P
- Q
- R
- S
- T
- U
- V
- W
- X
- Y
- Z

## Voir également
- Visual novel
- Sound novel (genre de jeu électronique)
- Glossaire de l'anime et du manga
- Lexique du jeu vidéo